# Vanessa Torres
Vanessa Torres (Anaheim, 17 de julho de 1986) é uma skatista profissional.
Vanessa é considerada uma das melhores skatistas do mundo. Ela é a terceira skatista a aparecer no jogo Tony Hawk's Proving Ground.
Em 2003, Torres se tornou a primeira mulher a ganhar uma medalha de ouro nos X Games, ganhando o circuito de competições de skate feminino.